# Giulio Forges Davanzati
Giulio Forges Davanzati (Roma, 22 aprile 1986) è un attore italiano.

## Biografia
Di origine nobiliare, figlio secondogenito di Massimo Forges Davanzati, patrizio di Trani, e di Stefania Bussolari. Suo nonno era il produttore cinematografico Domenico Forges-Davanzati, figlio del senatore e giornalista Roberto, mentre lo zio Mario, fratello maggiore del padre, è marito di Blanche, sorella minore di Claudia Cardinale.
Oltre ad aver recitato in teatro, ha preso parte anche al cortometraggio Zona rossa (2007), regia di Giorgia Farina, alla terza e la quarta stagione di Un posto al sole d'estate (2008-2009), in cui è tra gli interpreti principali con il ruolo di Antonio Brizio,  e alla miniserie televisiva Piper (2009), regia di Francesco Vicario, per la quale ha inciso anche il CD Sole & I Demoni - Back to Piper, che contiene le canzoni cantate all'interno della serie.
Dal 2007 per tre anni consecutivi si fa notare in palcoscenico al fianco di Giuliana De Sio nella versione teatrale del già famoso Il laureato. 
Nel 2009 gira il suo primo film Vorrei vederti ballare, opera prima di Nicola Deorsola, in cui è il co-protagonista insieme all'attrice Chiara Chiti. Nel 2010 è tra gli interpreti principali della miniserie di Canale 5 Nemici amici, regia di Giulio Manfredonia.
Nel 2012 interpreta Stefano, uno dei protagonisti di Ci vediamo a casa, per la regia di Maurizio Ponzi.

## Teatro
- Romeo e Giulietta, regia di G. Caudai (2002)
- Molto rumore per nulla, regia di G. Caudai (2003)
- Kane/Osbourne/Miller, regia di T. Lucattini (2004)
- Se questo è un uomo, regia di T. Lucattini (2004)
- Bragadino, regia di G. Rocca (2005)
- Amata mia, regia di Giancarlo Sepe (2005)
- Concerto drammatico, regia di G. Bevilacqua (2006)
- La nuvola in calzoni, regia di Ennio Coltorti (2006)
- Dio di Woody Allen, regia di A. Trovato (2007)
- Il racconto d'inverno, regia di F. Manetti (2007)
- Il grande assedio, regia di L. Tani (2007)
- La vedova allegra (2007)
- Il laureato, regia di Teodoro Cassano (2007/2008/2009) con Giuliana De Sio
- I fatti di Fontamara, regia di Michele Placido e Giancarlo De Cataldo (2010)
- Troilo e Cressida, regia di Piero Maccarinelli (2010) - Festival dei Due Mondi di Spoleto
- Allarmi e Doppioni di Michael Frayn, regia di A. Trovato (2011)
- Re Lear, regia di Michele Placido e Francesco Manetti (2012)
- Marcello, come cado?, regia di Gianfranco Giagni (2012)
- Weekend, di Luca De Bei (2013)
- Leviatano di Riccardo Tabilio, regia di Marco Di Stefano (2021). Festival Tramedautore - Piccolo Teatro di Milano. [2]

## Filmografia

### Cinema
- Vorrei vederti ballare, regia di Nicola Deorsola (2010)
- Taglionetto, regia di Federico Rizzo (2011)
- Ci vediamo a casa, regia di Maurizio Ponzi (2012)
- Che strano chiamarsi Federico, regia di Ettore Scola (2013)
- Backstage - Dietro le quinte, regia di Cosimo Alemà (2022)
- Flaminia, regia di Michela Giraud (2024)

### Televisione
- Colpi di sole, regia di Mariano Lamberti - Sit-com - Rai 3 (2007)
- Carabinieri - Serie TV - Canale 5 - Episodio La forza della tradizione, regia di Raffaele Mertes (2008)
- Don Matteo 6 - Serie TV - Rai Uno - Episodio Una dura prova per Don Matteo, regia di Giulio Base (2008)
- Un posto al sole d'estate - Soap opera - Rai 3 (2008)
- Volami nel cuore, regia di Roberto Cenci - Varietà - Rai Uno (2008)
- Piper, regia di Francesco Vicario - Miniserie TV - Canale 5 (2009)
- Un posto al sole d'estate - Soap opera - Rai 3 (2009)
- Nemici amici, regia di Giulio Manfredonia - Miniserie TV - Canale 5 (2010)
- Rossella, regia di Gianni Lepre - Rai 1 (2011)
- L'onore e il rispetto - Parte terza, regia di Luigi Parisi e Alessio Inturri (2012)
- Il restauratore - Serie TV - Rai 1 (2014)
- Amore pensaci tu - Serie TV - Canale 5 (2017)
- Nero a metà, regia di Marco Pontecorvo - serie TV, episodio 1x05 (2018)
- Ransom, episodio 3x05 (2019)

### Cortometraggi
- Un sogno dimenticato, regia di Sergio Aussello (2006)
- Cronaca mitologica, regia di Sergio Aussello (2007)
- Zona rossa, regia di Giorgia Farina (2007)
- L'uomo che tornò bambino, regia di Marco Giallonardi (2013)

### Web series
- 118, regia di Dominick Tambasco (2011)
- Web Horror Story, regia di Riccardo Cannella (2014)

## Radio
- Ronda di notte - Radio Tre - Radiodramma (2006)

## Videoclip
- Never Change Yourself  - Jion, regia di Simone Pizzi (2007)
- Per un bacio - Margherita Vicario (2015)
- Maladie - Isolati fenomeni (2017)
- Spoiler - Defolk (2017) regia di Vincenzo Cascone

## Discografia
- Sole & I Demoni - Back to Piper (2009)